# Бездна голодных глаз
«Бездна голодных глаз» — цикл фантастических произведений Генри Лайона Олди (Дмитрия Громова и Олега Ладыженского), написанный преимущественно в 1990-е годы. Цикл относится к раннему творчеству Олди, однако уже представляет собой качественный скачок по сравнению с более ранними и более традиционными произведениями творческого тандема, такими как циклы рассказов «Сказки дедушки-вампира» и «Герой вашего времени».
Цикл «Бездна голодных глаз» включает в себя (в порядке, предложенном авторами для чтения, позволяющем увидеть всю стройность и продуманность конструкции цикла:438) первую его книгу «Дорога», состоящую из ряда ранних рассказов (написаны в 1990—1992 годах), романы и повести «Сумерки мира» (1992), «Живущий в последний раз» (1991), «Страх» (1991), «Ожидающий на Перекрёстках» (1992—1993), «Витражи Патриархов» (1990—1991), «Войти в образ» (1991), «Восставшие из рая» (1993):438. Также к циклу относится:42 повесть «Ваш выход, или Шутов хоронят за оградой», написанная намного позже — в 2001 году.
Произведения, входящие в цикл, многократно переиздавались. В конце 2017 года вышло юбилейное (25 лет) издание цикла в издательстве «Азбука», серии «Мир фантастики», представляющее собой монументальный фолиант, больше тысячи страниц (весь цикл в полном составе):42.

## Основные особенности
После выхода первых произведений цикла высказывались различные мнения, к какому жанру следует их относить: фэнтези, «жёсткому сюру» или магическому реализму, совмещённому с социальной фантастикой. Как пишет рецензент журнала «Мир фантастики» В. Васильевский, «Бездна голодных глаз» — это «причудливая, безумная и невероятно увлекательная смесь фантастики, исторического романа, стихов, магии и театральных подмостков». В жанровом отношении произведения, вошедшие в цикл, настолько оригинальные и новаторские, что определить их жанр сложно: их именовали то «фэнтези», то «мифологическим реализмом эпохи постмодерна», то «демиургической литературой нового времени». Сами Олди определяют жанр своих произведений как «философский боевик», суть которого — органичное сочетание «увлекательного динамичного романа с нетривиальными, достаточно глубокими и философскими проработками вторых планов». Психология героев показана в нестандартной обстановке, через действие писатели побуждают читателя сопереживать.
Произведения цикла объединяет образ Бездны голодных глаз — совокупности потенциальных сущностей, жаждущих воплощения любой ценой. Главные герои вынуждены проходить испытание Бездной — проверку на прочность человеческой личности. Мир Бездны голодных глаз удивителен и причудлив; он представляет собой целую Вселенную, включающую в себя множество галактик и систем, саму Землю в разные периоды её существования, параллельные миры, далёкие планеты. В этой Вселенной пребывают люди смертные и Бессмертные, оборотни Изменчивые и упыри-варки,  Девятикратно живущие и Пустотники, боги, мыслящий Дом, Зверь-книга. Почти у всех этих существ есть собственное оружие, главное и самое мощное из которых — Слово. В цикле «Бездна…» благодаря Слову восходят на престол государи, низвергаются в прах государства и народы.
Сквозным персонажем «Бездны голодных глаз» является бес (то есть бессмертный) Марцелл. Он относится к самому низкому звену в обществе, поскольку бессмертные не имеют Права на Смерть, в отличие от свободных граждан. Бесы проживают вечность на гладиаторской арене, жизнь для них давно утратила вкус, осталось лишь бессмысленное существование, лишь иногда они чувствуют зов своей души, запертой в Зале Ржавой подписи. Бес Марцелл стремится к тому, чтобы избавиться от своего бессмертия:6.
В «Бездне голодных глаз» появляются темы, которые станут ведущими в творчестве Олди: жизнь и смерть, бессмертие и его цена, добро и зло, победители и побеждённые, сцена и зрители, театр и боевые искусства, Человек и Мир:6.
Одна из главных проблем цикла — проблема веры и безверия. Авторы затрагивают проблему отсутствия Бога в душе; без Веры в широком понимании этого слова гибнут цивилизации, в человеческих сердцах воцаряется равнодушие, людям не на кого уповать и не на что надеяться. Поскольку старых богов уже нет, необходимо — как решают центральные, сквозные герои цикла Сарт и Мом — создавать новые мифы. При этом Сарт служит Свету, а Мом — тьме, намереваясь впустить Бездну голодных глаз в мир.
В цикле «Бездна голодных глаз» также присутствует идея необходимости всеобщего взаимопонимания. По мысли Олди, в этом большом мире всем должно хватить места: Варкам и Изменяющимся, Бессмертным и Пустотникам, людям и богам — всем им нужно жить вместе, не пытаясь уничтожить тех, кто не похож на них самих. Эта идея принципиально отличает произведения Олди от массовой литературы, в которой проповедуется культ силы и превозносятся супергерои, всех побеждающие и насильно водворяющие справедливость.
В произведениях цикла часто присутствует ситуация, когда мир, описанный в тексте, находится на грани гибели и его нужно спасать. Эта тема станет одной из ведущих в творчестве Генри Лайона Олди.
Циклу «Бездна…» присущи новизна, изящество и мастерское исполнение, при этом — элитарность и обращённость к вдумчивому, эрудированному читателю. Авторы цикла часто экспериментируют со структурой текста. Композиция повестей и романов, входящих в цикл, причудлива, основана на принципах фрагментарности, придающей всей конструкции нервность, динамичность. Проза Олди в этот период вызывает ассоциации с кинематографом: идёт крупный план, потом быстрая смена кадра, потом опять идёт крупный план. Местами эпизод начинается отточием, как будто утеряна часть текста или читатель внезапно вклинивается в поток чужого сознания. Присутствуют цитаты из произведений мировой литературы или стилизации под них. Такая мозаичная структура остаётся значимым элементом поэтики Олди и в более поздних по сравнению с «Бездной…» произведениях. Однако в текстах «зрелого» периода фрагментарность, монтаж и коллаж сменяются многоголосьем, полифонией, хотя и в дальнейшем порой присутствует принцип коллажа, например в «Нам здесь жить» и «Нопэрапон».
«Бездну голодных глаз» можно назвать своего рода экспериментальной лабораторией, где были созданы и опробованы общие приёмы и методы повествования Олди, в дальнейшем использованные в так называемых «мифологических романах», написанных творческим тандемом во второй половине 1990-х годов.

## Произведения цикла

### «Дорога»
«Дорога» — многослойное философское произведение, разностилевая, многоплановая философская сказка, в которой соединены приметы самых разных эпох и мировоззрений. Сюжеты входящих в книгу рассказов объединены общим надсюжетом, при этом в книге ставится множество философских проблем: соотношение души и смерти, смерти и бессмертия, бессмертия и творчества, человеческого и животного начал, сосуществование разных форм жизни, эволюция разума (человеческого и нечеловеческого). Присутствуют такие темы, как желанное Право на смерть и проклятие бессмертия, незыблемый закон Порчи, охватывающий всех живущих.
По оценке Евгения Харитонова, «Дорога» — одно из самых сюрреалистических и в то же время динамичных произведений Олди. Сюжет состоит из многих наслоений сюжетных линий — казалось бы, раздробленных и несовместимых, но постепенно перед читателем выстраивается «геометрически выверенное здание художественного текста, в котором все части, все детальки, вплоть до самых мелких, тщательно подогнаны друг к другу, взаимосвязаны и взаимозависимы, убери одну — здание рассыплется». Харитонов отмечает, что в жанровом отношении произведение можно отнести как к твёрдой НФ, так и к героической фэнтези и философской притче.
В книге «Дорога» Олди как бы отыскивают путь, по которому будут двигаться  в дальнейшем. В «Дороге» — в разных её частях — присутствуют истоки других крупных произведений Олди. «Дорога» стала первым подступом соавторов к романам, поиском своего образного языка и стиля, из которых сложилась более поздняя проза Олди. С этим связано и наличие множества вставных новелл, и чередование лирических и «боевых» эпизодов, атмосферных сцен и экшена. Авторский стиль ещё не устоялся, роман как бы состоит из нескольких не зависящих друг от друга слоёв. Зато все составляющие, характерные для более поздней прозы Олди, в этой повести «содержатся в концентрированной, химически чистой форме».
При всей пестроте и сумбурности «Дороги», для русской фантастики начала 1990-х годов эта повесть стала произведением в значительной мере новаторским. Олди первыми соединили в русской жанровой литературе мотивы и сюжеты англо-американского героического фэнтези и русской литературы Серебряного века, классической драматургии, советской научной фантастики и античного мифа, значительно обогатив возможности российского фэнтези, чем воспользовались многие другие писатели.

### «Сумерки мира»
Роман «Сумерки мира», как и роман «Живущий в последний раз», продолжает основную сюжетную линию повести «Дорога», но сюжет обоих этих романов сдвинут по сравнению с повестью на много лет в будущее. В «Сумерках мира» показаны сосуществующие в противоборстве друг с другом Девятикратно Живущие (потомки Бессмертных из «Дороги»), оборотни и Вампиры-варки. Бессмертные, чуждые тому миру, в котором они оказались, приходят к нему на помощь и находят своё предназначение, а их потомки учатся дружить, любить, жить вместе и понемногу становятся настоящими людьми.
По оценке В. Былинского, «Сумерки мира» — «захватывающая фэнтези, сюжетная основа цикла»; в отличие от «Дороги», которая представляет собой «коллаж, полутона и тайны, высверки линз, вереницу причудливых гипотез-воспоминаний, кодирующих историю цивилизации», «Сумерки мира» — яркий, кинематографичный, цельный и остросюжетный текст. При этом оба произведения «„намертво“ сцеплены, и единство это подчеркивается повторами, когда некий ключевой фрагмент сказания маяком притягивает взгляд». Е. Харитонов отмечает, что в «Сумерках мира» присутствует синтез увлекательности, динамичности сюжета, чёткой философской концепции и живого, качественного литературного языка.
По словам Е. Харитонова, роман посвящён извечной теме борьбы Добра и Зла, но, как оказывается, не всегда белое — это белое, а чёрное — не всегда чёрное, и очень зыбка грань между ними, слишком много оттенков у Добра и Зла, подтверждение чему — описанная в романе грустная история любви Ромео и Джульетты того мира, прежде непримиримых врагов: юноши-оборотня и девушки-Девятикратной. Как утверждает В. Былинский, «этот роман — о поисках мира, о борьбе со злом, принявшем облик Бездны, о подвиге».

### «Живущий в последний раз»
Действие повести происходит, как и действие «Сумерек мира», в мире Девятикратно Живущих. Главный герой — «урод»: после смерти он не может воскреснуть в новой инкарнации, отсюда название «Живущий в последний раз». Для спасения любимой девушки — вампира, на которого Верховными варками наложено заклятие за её предательство (любовь к человеку), — главный герой позволяет ей укусить себя в шею, в результате став вампиром и сам.

### «Страх»
Очередное повествование о взаимодействии человека и Бездны. В этой повести впервые появляется цветистый, поэтический стиль, характерный для последующего периода творчества Олди — героических циклов. В повести «Страх» Олди исследуют природу страха, его механизм.

### «Ожидающий на Перекрёстках»
В романе изображён мир без религии и искусства (в результате действий некой группы зловредных и могущественных жрецов-Предстоятелей) и случившееся по этой причине духовное и физическое вырождение человечества. Как отмечает критик В. Васильевский, в «Ожидающем на Перекрёстках» Олди показывают, что вера в чудеса может быть очень хрупкой: для её возрождения могут быть необходимы даже совместные усилия бывших врагов. По словам В. Былинского, «идея богоборчества — или, что то же самое, богостроительства, ибо свято место пусто не бывает, — становится здесь центральной».
Журналист и критик Сергей Бережной пишет, что «Ожидающий на Перекрёстках» динамичен, ярок и метафоричен и что с выходом его стало ясно: «фэнтези Олди тяготеет скорее к постмодернизму, нежели к просто умной приключенческой фантастике — они все более склоняются к описанию психологически достоверных персонажей в символических и метафорических ситуациях, которые и разрешаться могут только символически и метафорически — то есть, как правило, психологически недостоверно».

### «Витражи Патриархов»
Короткая повесть, одна из вершин творчества Олди. В «Витражах Патриархов» человек с Земли, пилот патрульного корвета Чужой в результате аварии попадает в иной мир, напоминающий западноевропейское Средневековье. В этом мире стихи имеют силу заклинаний и любые рифмованные строки, называемые там витражами, могут управлять силами природы. Как отмечает рецензент В. Васильевский, «здесь слово становится Словом, стихи — Стихиями, способными перевернуть мироздание до основания или спасти его от гибели».
В повести ставится вопрос об ответственности мастера за своё творение. Один из главных героев Сарт спасает мир, возвращая ему утраченную душу: волшебство Поэзии сменяется волшебством Театра, которое может нести в себе и гибель, и спасение, но, пока есть кому стоять между Бездной и людьми, миру не придёт конец.
В «Витражах Патриархов» очень значима интертекстуальная составляющая. Как эпиграф к повести используется стихотворение Н. Гумилёва «Слово», оно же выступает как стержневой претекст и определяет сюжет повести, её композицию, проблематику и образную систему. В качестве эпиграфа приведено не всё стихотворение целиком, а лишь его первые две строфы и последняя. Три центральные пропущенные строфы соответствуют в свёрнутом виде сюжету «Витражей Патриархов», а приводимые две первые строфы описывают особенности мира, в который попадает Чужой. Последняя же строфа предопределяет финал: мир, где слова повелевали стихиями, становится миром «мёртвых слов». Повесть Олди словно бы встраивается в текст стихотворения. 
Как «витражи» (стихи-заклинания) в повести используются «Песнь песней» Соломона, стихи Галича, Бродского, Волошина, Гумилёва, Дмитрия Кедрина и якутское народное сказание (олонхо) «Нюргун Боотур Стремительный». Кроме того, в «Витражах Патриархов» отчётливо проступает интертекст «Мастера и Маргариты» Булгакова, пьесы «Обыкновенное чудо» Е. Шварца и др.
В отличие от произведений массовой литературы, интертекст которой, как правило, ограничивается произведениями, не выходящими за рамки школьной программы, и которой не присуща завуалированность интертекстуальных сигналов (то есть чаще всего используются атрибутированные цитаты), Олди в качестве «витражей» используют поэтические тексты, бо́льшая часть которых, по-видимому, не будет опознана массовым читателем, и функционирование этих претекстов в «Витражах Патриархов» тяготеет к имплицитности, завуалированности, в результате «наивный» читатель может решить, что приводимые стихотворения написаны самими Олди.
Выбор претекстов авторами чаще всего предопределяется их перекличкой с сюжетом и мотивами повести. Текст-источник может почти полностью определять содержательно-структурную сторону повести или лишь частично — например, «Слово» Гумилёва определяет поэтику «Витражей Патриархов» в целом, а его же «Выбор» — лишь поэтику отдельной главы (носящей название «Бродяга»). Сюжет этой главы с большой точностью дублирует фабулу стихотворения, включая новеллистический поворот в финале.

### «Войти в образ»
Как и в «Ожидающем на Перекрёстках», в романе «Войти в образ» показан мир без религии и искусств, однако здесь этих сущностей не было изначально. Герой романа — талантливый актёр, человек из другого мира — стал невольным создателем и религии, и искусства, вокруг него формируются религиозные культы. В этом романе Олди переосмысливают известную шекспировскую фразу, давно являющуюся клише: «Весь мир — театр, / В нём женщины, мужчины — все актёры». «Войти в образ» — гимн театру и творчеству в целом: авторы приравнивают актёра к мессии, лицедея — к помазаннику божьему, в какой-то мере возвращаются к истокам, вскрывают глубокий подтекст сценического действа. В то же время в романе присутствуют такие философские идеи-оппозиции, как религия в качестве пути к духовному возрождению и совершенствованию человека и религия, являющаяся провокацией междоусобного кровопролития, возвышенное и низменное. Те же оппозиции — суть любого искусства.
По мнению критика В. Владимирского, произведение получилось несколько пафосным, но написанным искренне, от души.

### «Восставшие из рая»
Этот роман по духу очень близок к прозе Кафки. Ситуация с могуществом Слова, характерная в целом для цикла «Бездна голодных глаз», здесь доходит до абсурда: люди-буквы, объединяющиеся в Слова, над ними — Господа фразы, над которыми стоят Страничники, а над всеми — Зверь-книга (она же Книга Судеб, Книга Небытия), где всё взвешено и записано, причём Переплёт вызывает ассоциации с тоталитарным обществом, в котором всё привыкли делать по указке. В «Восставших из рая» очень важную роль играет трактовка психологии существа, получившего абсолютную власть над людьми. Как указывает В. Былинский, в романе «присутствует своя, совершенно новая идея, простая и очень сильная: оберегающая нас реальность, для которой любой поступок — вызов, рано или поздно обязана выпустить человека в бушующее за её переплётом межмирье».
Несмотря на то, что в этой ситуации, казалось бы, для героев нет спасения, Олди предоставляют им не только «право умереть», но и право выбирать, самостоятельно распоряжаться собственной судьбой. Перед героями романа открываются два финала их судеб — такая двойственность финалов характерна в целом для творчества Олди. «Восставшие из рая» задуманы как завершение «Бездны голодных глаз», и в романе много сюжетно-образных перекличек с предшествующими произведениями. Заполняются пробелы в произошедшем ранее. Однако сюжет «Восставших…» последовательный и цельный.
Стилистика этого романа отличается от стилистики других текстов цикла, где, как правило, присутствует атмосфера античности или Средневековья; в «Восставших…» же угадывается атмосфера XX века и в то же время атмосфера гоголевской сказки. По словам В. Былинского, авторская речь вполне соответствует XX веку: «больше цепкости в слове, меньше лиризма. Много солёного, грубоватого юмора. Парадоксально поданы суеверия: оказывается, привидения ждут загустения, а лешакам и домовым слон на память наступил, а живущие несколько раз подряд — обычные кармики, вот кто! С другой стороны, добавился разнообразный сюр: болезненные предчувствия героев, символическое лишение бренных тел над символическим же костром, предназначенным для Инги-Лайны; клумба острых ножей, прозрачные ведьмы, окрашенный лунным светом кошмар; ребята без тени, травы косящие…».

### Ваш выход, или Шутов хоронят за оградой
Главный герой, культработник широкого профиля, по случайности стал свидетелем задержания серийного убийцы. Серийный убийца вскоре погибает, завещая Валерию некий странный предмет: шар-в-шаре-в-шарике. Отказаться от него и выбросить его невозможно — и склонность к ремеслу убийцы-психопата, лишавшего жертв жизни, разыгрывая с ними сцены из известных пьес, унаследовал главный герой. Перед Валерием встаёт проблема: как справиться с собственной тягой к убийствам и не стать марионеткой странного шара, наблюдая за своими поступками из «зрительного зала»?
На протяжении повести авторами нагнетается страх, читатель постепенно проникается положением героя, по видимости безвыходным. Мистика сочетается с чертами жизненности и правдоподобности описываемого, которым способствует, в частности, авторский юмор. Развязка оказывается не только неожиданной, но и (как отмечает рецензент сетевого журнала «Darker» А. Мельник) «прекрасной в своей сатирической подоплёке».
«Ваш выход…» написан на стыке прозы и драматургии, и в ключевых ситуациях повествование переходит в сцены из спектакля, содержащие прорисовку мизансцен, освещения, декоративно-художественного и музыкально-шумового оформления. На этом приеме выстроена вся повесть, включающая в себя девятнадцать небольших разделов и пять явлений.